# Joris Debeij
Joris Debeij (Raamsdonksveer, 26 maart 1986) is een Nederlandse documentaire- en reclamefilmregisseur, woonachtig in Los Angeles. Met drie Emmy Awards is hij de meest bekroonde Nederlandse filmmaker in de VS. In 2015 was zijn film Making it in America onderdeel van de officiële selectie van het Sundance Film Festival en werd genomineerd voor de Short Film Grand Jury Prize. In 2017 werd zijn film "Perfectly Normal" onderdeel van de officiële selectie van het SXSW Film Festival en werd genomineerd voor de Short Film Grand Jury Prize.
In 2011 begon Debeij met filmmaken door middel van korte internetdocumentaires die allemaal gepubliceerd werden onder de naam 'I Am Los Angeles', een onlinedocumentaireproject waar gewone 'Angelenos' geportretteerd werden. Het project werd geprezen door de Huffington Post, de Los Angeles Times en de New York Times vanwege het belichten van onderwerpen die normaal gesproken niet in het daglicht werden gezet.

## Prijzen
- Emmy Award voor Invisible Cities[4]
- Emmy Award voor Star Apartments[5]
- Emmy Award voor Borderland[5]